# حركة التعرض للعنف في الطفولة
هي مجموعة من المبادرات الشعبية التي تطور التدخلات واختبارات التغيير لتقليل الآثار المجتمعية لتجارب التعرض للعنف في الطفولة وتشجيع الشفاء من هذه التجارب.
نشأت حركة ACEs من الحاجة إلى بذل جهد ثنائي الاتجاه لإنشاء تغيير في الصحة العامة، مع كل من الأفراد والمؤسسات/الأنظمة الحكومية. والتغيير على المستوى الفردي ضروري؛ لأن التغيير الفردي موجه ذاتيًا. تعد مشاركة المؤسسات والأنظمة الحكومية أمرًا ضروريًا، لأنه بدون تغيير الهيكل المحيط بالأفراد، فإن الأنظمة التي تهدف إلى المساعدة، يمكنها إدامة دورة الصدمة.
صرحت «ساندرا بلووم» وكتاب ل براين فراغر في تدمير الدول المحمية في مقدمته أن فلاسفة القرن السابع عشر أمثال ديكارت فصلوا الشخص و«سلموا الجسد للأطباء والعقل إلى الفلاسفة ورجال الدين»، وفي مجتمع حركة ACEs يحاول الآن إعادتهم معًا.
أعادت ACE Nashville تغيير معنى اختصارها ACE لكي يرمز إلى برنامج  All Children Excel، وهي تحاول زيادة الوعي بشأن تجارب التعرض للعنف في الطفولة في ناشفيل (تينيسي).